# فرودگاه اسپرینگدیل
فرودگاه اسپرینگدیل (به انگلیسی: Springdale Airport) یک فرودگاه همگانی است که یک باند فرود آسفالت دارد و طول باند آن ۸۵۳ متر است. این فرودگاه در کشور کانادا قرار دارد و در ارتفاع ۷۶ متری از سطح دریا واقع شده است.